# Zeitschrift für Astrophysik
Zeitschrift für Astrophysik (abrégé en Z. Astrophys.) est une revue scientifique allemande. Fondé en 1930, le journal publie des articles spécialisés en astronomie et en astrophysique. Le journal a cessé de paraître en 1968, remplacé par le journal européen Astronomy and Astrophysics en 1969.